# Bigoncia

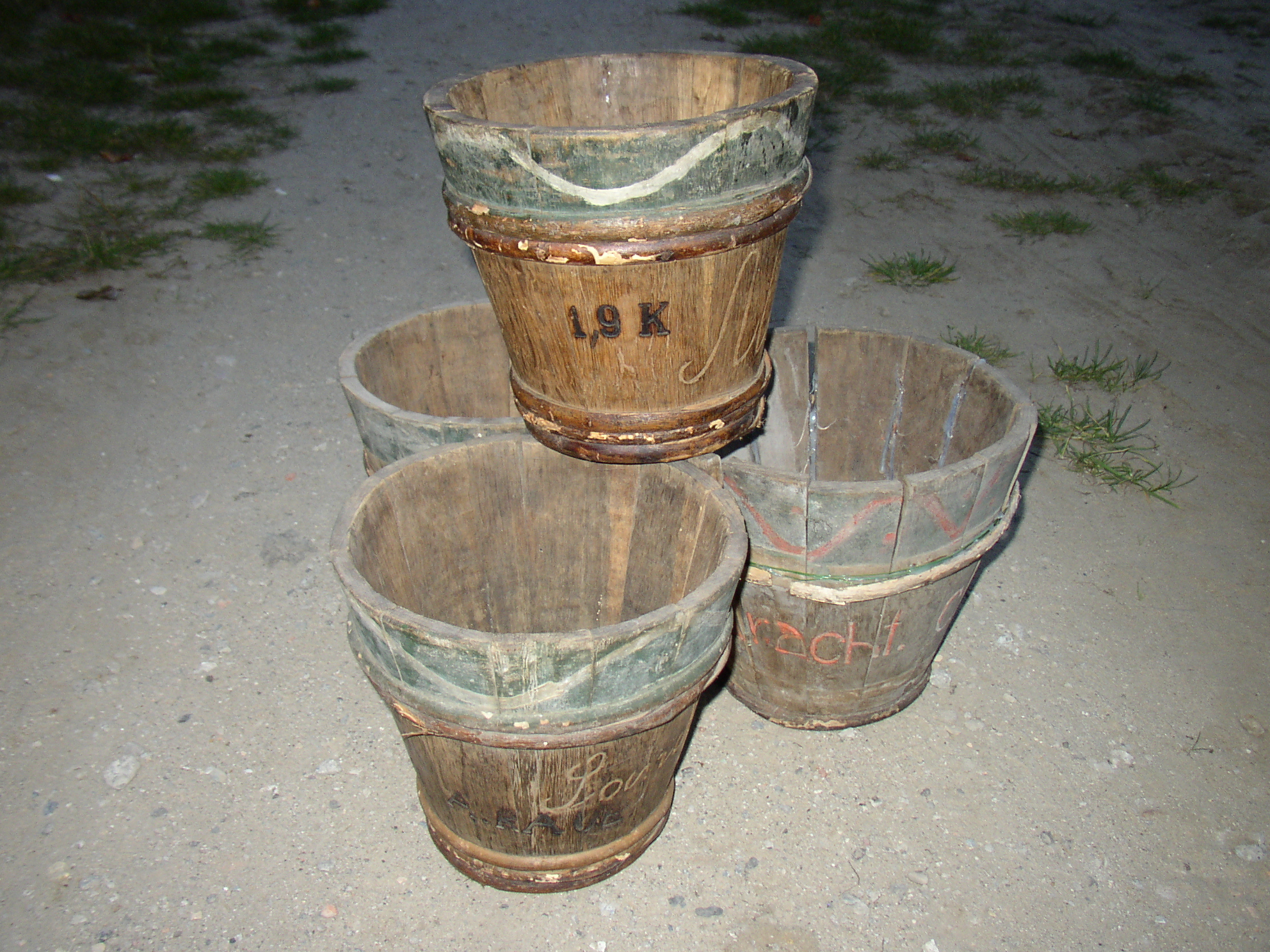
Bigonce

La bigoncia, anche detta bigoncio o bicunzu in Montelibrettese, termini derivanti per composizione dal latino bis (due volte) e congius (antica misura per liquidi), è un secchio di legno fatto a doghe con cerchi di legno o di ferro.

## Storia
Tradizionalmente costruita con legno di castagno, la bigoncia veniva utilizzata durante la vendemmia e la vinificazione per trasportare l'uva pigiata dalla vigna alla cantina e per riempire i tini di fermentazione.
La sua forma tronco-conica e allungata favoriva l'ammostamento dell'uva con l'uso di un bastone ed era possibile il trasporto a "spalla".

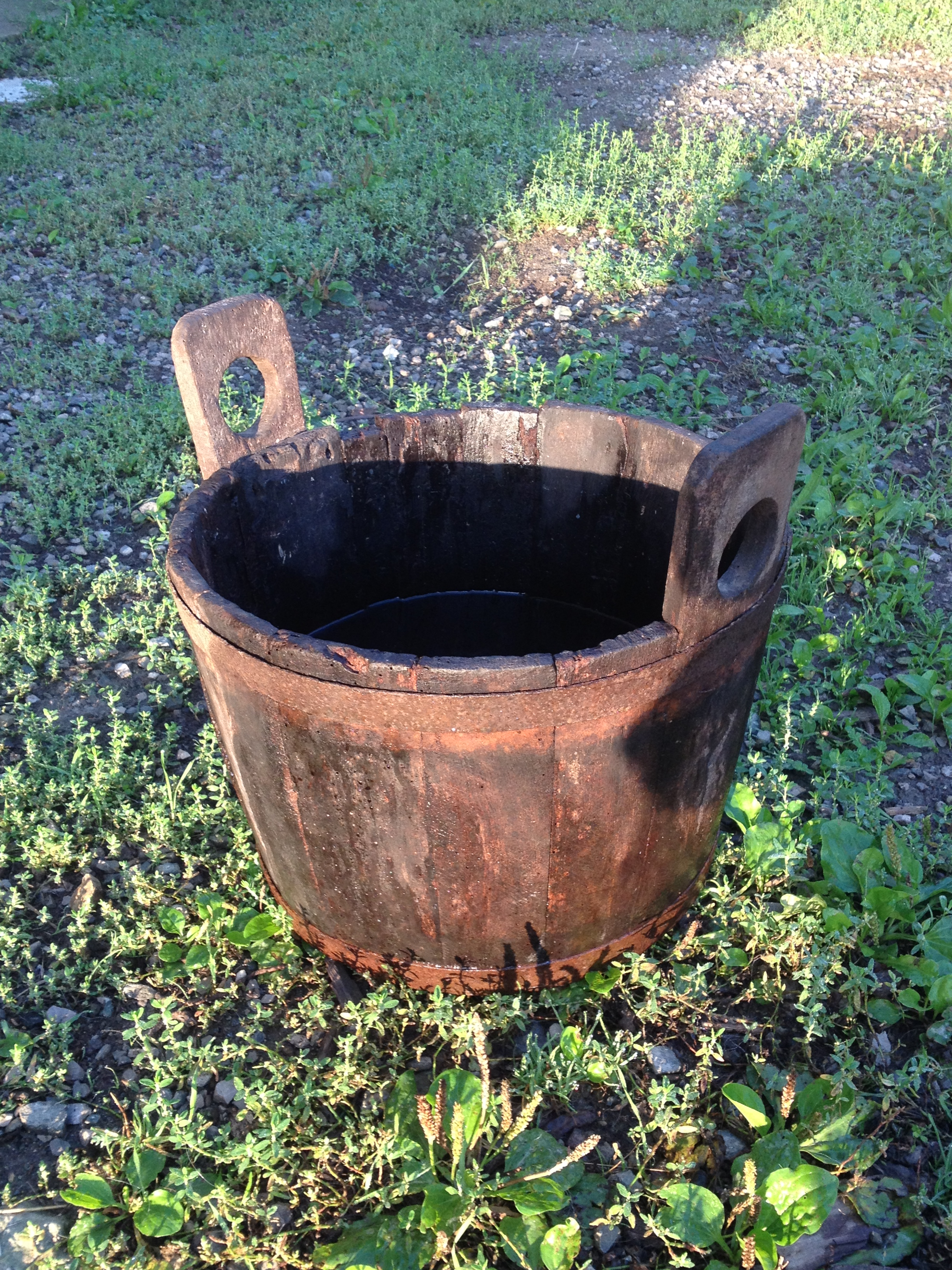
Bigoncia dell'entroterra savonese (1900 circa)

## In Dante
La bigoncia viene citata nella Divina Commedia di Dante Alighieri (Paradiso, canto nono, 55-57) all'interno della celebre "profezia di Cunizza":

## Nella tradizione popolare
Un popolare modo di dire suggerisce che vi possa essere un miglior fico del bigoncio. La locuzione - in dialetto romanesco - recita esse er mejo fico der bigonzo (ovvero essere il migliore dei fichi riposti nel bigoncio). Il detto fa riferimento ai frutti di fico migliori che venivano posti, appunto, in cima al bigoncio per 'nascondere' quelli meno belli, forse perché troppo maturi ed ammaccati, celati sul fondo. Ciò avveniva solitamente al termine della vendemmia quando i contadini tornavano alle loro case recando con sé secchi carichi di succulenti frutti. La locuzione, nel tempo, ha assunto il significato dell'indicare la persona migliore - solitamente per aspetto fisico, avvenenza e fascino - all'interno di un gruppo ristretto di individui.